# Etničke grupe Alžira
Etničke grupe Alžira: 34,373,000 stanovnika; UN Country Population, 2008). Oko 40 naroda.
- Alžirski Tuaregi, 133,000
- Arabizirani Berberi	23,799,000, govore alžirski arapski
- Belbali	3,100
- Bjelorusi	1,100
- Britanci	700
- Chaamba Beduini	108,000
- Chenoua	77,000
- Dui-Menia Beduini	65,000
- Egipatski Arapi	14,000
- Figig Berberi	65,000
- Francuzi 11,000
- Hausa	9,300
- Idaksahak	1,900
- Imazighen Berberi 1,297,000
- Irački Arapi	3,600
- Kabili, Berberi	3,243,000
- Kinezi	5,200, govore mandarinski
- Laguat Beduini	65,000
- Marokanski Arapi	142,000
- Menasser Berberi 65,000
- Mzabite Berberi 249,000
- Nail Beduini 30,000
- Ouargla Berberi	5,400
- Romi, Baltički	3,600, govore alžirski arapski
- Ruarha Beduini	65,000
- Rusi	2,200
- Sahrawi	173,000	govore hassaniyya
- Shawiya	1,838,000
- Shilha, Tachelhit	249,000
- Sidi Beduini 108,000
- Sjeverni Shilha Berberi	670,000
- Suafa Beduini 65,000
- Španjolci	1,700
- Tajakant Beduini 1,394,000
- Tamachek, Hoggar	34,000
- Taznatit Berberi 133,000
- Tidikelt Berberi 15,000
- Tougourt Berberi 7,500
- Ziban Beduini	216,000
- Židovi, francuski 600

Ostali pojedinci 6,000